# Salud Carbajal
Salud Ortiz Carbajal (ur. 18 listopada 1964 w Moroleón, Guanajuato (Meksyk)) – amerykański polityk, członek Partii Demokratycznej.

## Działalność polityczna
Od  3 stycznia 2017 jest przedstawicielem 24. okręgu wyborczego w stanie Kalifornia w Izbie Reprezentantów Stanów Zjednoczonych.